# 유광치
유광치(劉廣置, ? ~ ?)는 전한 중기의 제후로, 형산왕 유사의 아들이다.

## 생애
원삭 6년(기원전 123년), 종익후(終弋侯)에 봉해졌다.
원정 5년(기원전 112년), 주금을 법도에 맞지 않게 헌납한 죄로 작위가 박탈되었다.

## 출전
- 사마천, 《사기》 권21 건원이래왕자후자연표
- 반고, 《한서》 권15상 왕자후표 上

| 전임 (첫 봉건) | 전한의 종익후 기원전 123년 4월 정축일 ~ 기원전 112년 | 후임 (봉국 폐지) |